# Histapyrrodine
Histaccorrodine là một thuốc kháng histamine có đặc tính kháng cholinergic.